# SN 2006qm
SN 2006qm – supernowa typu I odkryta 23 listopada 2006 roku w galaktyce A024224-0047. W momencie odkrycia miała maksymalną jasność 22,60m.